# Репедеа (Вранча)
Репедеа (рум. Repedea) насеље је у Румунији у округу Вранча у општини Страоане. Oпштина се налази на надморској висини од 217 m.

## Становништво
Према подацима из 2002. године у насељу је живело 405 становника, од којих су сви румунске националности.